# Boddenkieker
Der Boddenkieker ist ein Passagierschiff des Fahrgastbetriebes Kruse und Voß GmbH aus Wustrow.

## Geschichte
Das Fahrzeug wurde mit der Baunummer 146 auf der Schiffswerft Schmidt in Oberkassel für Wilhelm Becker aus Urfeld gebaut und lief 1963 vom Stapel. Becker war eine der ersten Personen, die Proviantboote betrieben. Das Schiff wurde 1964 wahrscheinlich als Will in Dienst gestellt und diente als Proviantboot für Frachtschiffe auf dem Rhein. 1985 wurde es nach Friedrichstadt verkauft und zum Fahrgastschiff umgebaut. Dabei wurde das Boot verlängert und neu motorisiert. Wahrscheinlich wurde das Fahrzeug damals in Schwabstedt umbenannt. Es verkehrte von 1986 bis 1990 auf der Eider und hatte seinen Heimathafen in Hoopte bei Hamburg. 1990 kauften die Wustrower Bernd Kruse und Karl-Heinz Voß das Schiff. Es wurde als erstes Schiff der Reederei für Boddenrundfahrten eingesetzt.
Zwischen 1994 und 1995 wurde es zu Hafenrundfahrten von einer Reederei aus Warnemünde gechartert. Das Schiff wird von dem Fahrgastbetrieb Kruse und Voß im Linienbetrieb auf dem Saaler Bodden zwischen Ribnitz, Dierhagen und Wustrow eingesetzt. Es können Fahrräder transportiert werden. Das Schiff ist ganzjährig einsetzbar und an Bord können Trauungen durchgeführt werden.
Der Rumpf und die Aufbauten des Fahrzeuges sind aus Stahl gefertigt. Das Motorschiff ist für Küstengewässer konzipiert und erreicht mit seiner 150 PS leistenden Maschine eine Maximalgeschwindigkeit von 19 km/h. Das Fahrzeug ist für bis zu 189 Passagiere zugelassen. Angetrieben und gesteuert wird es mit einem Schottel-Ruderpropeller.

## Anmerkung zu den Schiffsnamen
Laut Angaben von Zeitzeugen wurde das Schiff als Will in Dienst gestellt. Dafür spricht die Tradition, die Proviantboote mit früher üblichen weiblichen bzw. männlichen Vornamen zu benennen. In der angegebenen Literatur gibt es dazu keinen Hinweis. Belegt ist der Name Schwabstedt eindeutig erst seit 1985. 